# Ángel Padilla (actor)
Ángel Manuel Padilla Muñoz (Córdoba, 16 de octubre de 1974) es un actor español. Ha participado en los musicales de Queen y Hoy no me puedo levantar. Ha producido algunos musicales infantiles. Desde 2019 interpreta a Scar, Pumba y Mufasa en el musical El rey león en Madrid.
Estudió en la Real Escuela Superior de Arte Dramático de Madrid, licenciándose en 1999. Ese mismo año ingresa a la compañía La Bicicleta de la Sala San Pol de Madrid, trabajando allí hasta 2003. En 2021 apareció disfrazado de esgrimista en el concurso de televisión de Antena 3 Veo cómo cantas, donde interpretó la canción Starlight de la banda británica Muse. Es primo de la actriz Susana Córdoba.

## Teatro
- 2003: Rock & Clown
- 2004: Queen
- 2005-2008: Hoy no me puedo levantar
- 2008: A[2]
- 2010: Sé infiel y no mires con quién
- 2011: Avenue Q[3]
- 2014: Sonrisas y lágrimas
- 2014: 50 sombras de Grey
- 2019: El rey león

## Producciones
- 2006: La flauta mágica
- 2007: Pinocho